# Armut ist kein Laster
Armut ist kein Laster (russisch Бедность не порок, dt. auch Armut ist keine Schande) ist eine Komödie in drei Aufzügen von Alexander Ostrowski. Sie erschien 1854 und wurde im selben Jahr sowohl in Moskau als auch St. Petersburg aufgeführt.

## Inhalt

### Erster Akt
Der reiche Kaufmann Gordej Torzow ist ein Emporkömmling, der von seiner näheren Umgebung als ständig schlecht gelaunt und herzlos empfunden wird. So erlaubt er nicht einmal, dass sein Neffe Guslin die ihm gesellschaftlich gleichgestellte junge Witwe Anna Iwanowna heiratet. Als Mitja, der bei Torzow als einfacher Angestellter arbeitet, gesteht, dass er in Torzows Tochter Ljubow verliebt ist, rät ihm Guslin daher, sich dies aus dem Kopf zu schlagen.
Mitjas Gefühle werden von Ljubow auch erwidert: Nachdem er ihr ein Gedicht vorgelesen hat, schreibt sie ihm einige Zeilen, deren Inhalt er am Ende der Szene erfährt: „И я тебя люблю. Любовь Торцова.“ („Auch ich liebe dich. Ljubow Torzowa.“)
Im Gespräch mit Torzows Bruder Ljubim erfährt Mitja einige Hintergründe: Nach dem Tod des Vaters hatte Gordej das Geschäft übernommen, Ljubim aber hat Geld, Papiere und Wechsel bekommen, mit denen er nach Moskau zog. Der Versuch, sich gesellschaftlich zu etablieren, endete aufgrund seiner Unerfahrenheit im Bankrott. Überdies ist er von Afrikan Korschunow (einem jetzigen Kompagnon seines Bruders Gordej) betrogen worden. Als er seinen Bruder angesichts seiner ausweglosen Lage um Hilfe bat, wies dieser ihn ab. Daher hat sich der völlig verarmte Ljubim inzwischen als Possenreißer lächerlich gemacht, um wenigstens einige Kopeken zu verdienen.

### Zweiter Akt
Nachdem sich Ljubow und Mitja gegenseitig von ihrer Liebe überzeugt haben, beschließen sie, es Ljubows Vater zu beichten. Inzwischen wird im Haus Weihnachten gefeiert, einige Gäste treten in Verkleidungen auf, es wird musiziert und gesungen. Währenddessen tritt der junge reiche Rasljuljajew in Konkurrenz zu Mitja, indem er der überraschten Ljubow einen Ring überreicht. Als etwas später Ljubow wiederum von Mitja einen Kuss bekommt, ruft das Rasljuljajew auf den Plan, der höhnisch meint, dass er wegen seines ererbten Reichtums am aussichtsreichsten um Ljubow freien werde.
Gordej Torzow tritt auf und ist erbost über den Tumult im Haus. Sein Begleiter Afrikan Korschunow ist jedoch begeistert. Er interessiert sich besonders für Torzows Tochter Ljubow und schenkt ihr Ohrringe und einen Brillantring, den sie aber sofort zurückgibt. Sie wolle seine Geschenke nicht und erteilt ihm eine Abfuhr. Doch ihre Verheiratung mit Korschunow scheint beschlossene Sache zu sein, ihr Vater hat die Hand drauf gegeben. Außerdem wolle er samt Familie endlich von der Provinz nach Moskau übersiedeln, wozu die Verheiratung mit Korschunow ein willkommener Ansporn ist. Ljubow fleht allerdings ihren Vater an, die Entscheidung noch einmal zu bedenken.

### Dritter Akt
Mitja redet Ljubows Mutter ins Gewissen, die sich grämt und ihre Tochter eigentlich auch nicht zur Heirat mit dem schlecht beleumundeten Korschunow zwingen will. Als Ljubow dazukommt, schlägt er vor, gegen den väterlichen Willen zu handeln, aber das kommt weder für Ljubows Mutter noch für sie selbst infrage. Mitja verabschiedet sich.
Im Gespräch mit seiner versprochenen Braut Ljubow will Korschunow diese von den Vorteilen eines alten Ehemannes gegenüber einem jungen überzeugen. Torzow sonnt sich gerade noch in seinem Glück als Vater, der einen reichen Ehemann für seine Tochter gefunden hat, als plötzlich sein Bruder Ljubim aufkreuzt. Er scheint wieder Possen zu reißen, insinuiert dabei aber, dass Korschunow ein unredlicher Geschäftsmann sei, der anderer Leute Leben zerstört und seine Frau durch Eifersucht in den Tod getrieben habe. Bevor er vorerst abtritt, bezeichnet er Korschunow noch als „Изверг естества!“ (etwa „Auswurf des Menschengeschlechts“).
Beim Versuch, die Situation zu retten, verdirbt es sich Korschunow nun aber mit Torzow, der ihm die Hand seiner Tochter sofort entzieht. Im Trotz vermeldet er gar, dass er seine Tochter irgendjemand anderem zur Frau geben werde, und als Mitja gerade wieder zur Gruppe tritt, benennt er Mitja als zukünftigen Ehemann Ljubows. Als Mitja dann zu erkennen gibt, dass er und Ljubow sich sowieso lieben, fühlt sich Torzow zunächst überrumpelt. Doch dann lässt er sich von seiner Familie besänftigen. Und alles wird gut: Torzow verzeiht seinem Bruder, der nun Aussicht hat, bei den bald vermählten Mitja und Ljubow unterzukommen, und auch Guslin und Anna Iwanowna dürfen endlich heiraten. Torzow selbst dankt allen, dass sie seine Verblendung aufgehoben haben.

## Volltext
- die Komödie im russischen Original auf Wikisource

## Ausgaben
Alexander N. Ostrowskij: Armut ist kein Laster. Komödie in drei Akten. In: A. N. Ostrowskij: Dramatische Werke in 4 Bänden. Band 1, S. 103–165. Berlin: Aufbau-Verlag 1951.